# Osmunda herbacea
Osmunda herbacea är en safsaväxtart som beskrevs av Edwin Bingham Copeland. Osmunda herbacea ingår i släktet Osmunda och familjen Osmundaceae. Inga underarter finns listade.